# Radio 200000
Radio 200000 – szwajcarski zespół rapowy, założony w 2003 roku.

## Historia
Zespół powstał w 2003 roku. Jego członkami zostali Redl, Jet Domani, Krasseranz i Sgoing Erlöst. Pierwszy album zespołu, Installation, ukazał się w październiku 2005 roku. W 2008 roku wydano drugi album grupy pt. Aktuelle Hits. Był on notowany na Schweizer Hitparade, znajdując się na liście przez pięć tygodni i zajmując 49. miejsce. Rok później ukazał się trzeci album, nazwany Stückwerk.

## Dyskografia
- Installation (2005)
- Aktuelle Hits (2008)
- Stückwerk (2009)